# ヴィッカース水陸両用戦車
ヴィッカース水陸両用戦車(またはヴィッカース水陸両用軽戦車、カーデン・ロイド水陸両用戦車など。Vickers amphibious light tank)は、1930年代初頭、イギリスのヴィッカース＝アームストロング社で開発された軽戦車である。
浮航機能を持った水陸両用戦車としては最も初期のもので、イギリス陸軍には採用されなかったが、数カ国に輸出され、中華民国陸軍では対日戦に使われたほか、ソビエト連邦では独自の発展型を生み出し、第二次世界大戦で使用された。

## 開発
ヴィッカース水陸両用戦車は、カーデン・ロイド豆戦車の発展形であるヴィッカースMk.I軽戦車の駆動系、足回りを使って製作された。原型は1931年4月、チャーツィー（Chertsey）近くのテムズ川でデモンストレーションが行われた。試作車両は2両製作され、イギリス国防省からA4E11、A4E12の試作呼称が与えられた（L1E1、L1E2と呼ばれる場合もある）。
ヴィッカース水陸両用戦車は、特別に浮きなどを追加装着しなくとも浮航能力を持つ、生産車としてはおそらく世界初の水陸両用戦車で、水密性のある平底船形の車体を持ち、車体後面中央に、水上航行用のスクリューと、筒型の舵を備えていた。試作車では車体後部上面に若干の傾斜が付けられていたが、生産車では単純な平板となった。浮力を稼ぐため、車体側部には、バルサ材（資料によってはカポック繊維）を鉄板で覆った浮材がフェンダーを兼ねて装着された。重量を極力抑える必要があったので装甲は薄く、しかも頑丈なフレーム材も無しで組み立てられていたので、強い力が掛かると車体が歪む可能性があった。
砲塔はヴィッカース重機関銃1丁が搭載された、初期の輸出用ヴィッカース軽戦車や、ヴィッカース 6トン戦車双砲塔型（type A）とほぼ同型のものが使われていた。エンジンはほぼ車体中央の右側に搭載され、これと重量バランスを取るため、砲塔・運転席は左側にあった。試作車ではそれでもバランスが不十分で、左側転輪ボギーの外側にガーダービーム式にバラストが付けられていたが、生産車では何らかの措置が講じられたらしく、このバラストは取り払われた。足回りはリーフスプリングで懸架された2輪ずつのボギーが片側2つずつで、最後尾転輪が誘導輪を兼ねていた。
結局、イギリス軍には採用されることなく終わったが、少なくとも40両程度が生産され、数カ国に輸出された。これら輸出型は、一般にヴィッカース（カーデン・ロイド）水陸両用戦車1931年型の名称で知られる。最もまとまった数を購入した中華民国軍の装備車両は実戦に投入されたほか、ソビエト連邦では独自の発展型が生み出され、独ソ戦前半に大量に使用された。

## 使用国
中華民国
1935年、29両を購入、戰車教導營・第2連に配備された（第1連はヴィッカース 6トン戦車、第3連はカーデン・ロイド豆戦車を装備）。
1937年の上海戦に投入されたが、作戦上の不備もあり大きな活躍はできず若干の損害を出した。後にソ連製等の新型戦車の入手に伴い、残存車両は一線から引き上げられた。少なくとも1両が日本軍に鹵獲され、日本国内の演習等で使用された。
フィンランド
1933年6月、ビッカース社より評価用にカーデン・ロイド豆戦車Mk.VI*、ヴィッカース 6トン戦車、ヴィッカース軽戦車1933年型の3両を購入した際、セールス・プロモーションとして水陸両用戦車も1両が貸与された。同車は9月まで試験されたが、結局注文には結びつかず、イギリスに返却された。
オランダ領東インド
使用状況不明。
ソビエト連邦
8両を輸入するとともにライセンス生産権を購入、T-33の名称で製作後、車体容積を増した改良型のT-41が作られた。両型は不採用となったが、さらに浮航能力を増した改良型T-37が開発され、量産に移された。
T-37は改良型のT-37Aと合わせ、2,000両以上が生産され、さらに発展型のT-38を生み出した。
タイ
1934年購入。使用状況不明。

## 参考資料
- Peter Chamberlain, Chris Ellis, PICTORIAL HISTORY OF TANKS OF THE WORLD 1915-45, Arms and armour press, London 1972
- David Fletcher, MECHANISED FORCE, HMSO, London 1991
- Christopher Foss, Peter McKenzie, THE VICKERS TANKS, Patrick Stephens Ltd., 1988
- Esa Muikku, Jukka Purhonen, SUOMALAISET PANSSARIVAUNUT 1918 - 1997(THE FINNISH ARMOURED VEHICLES), APALI 1992
- 滕昕雲、「抗戰時期國軍　機械化／装甲部隊畫史　1929-1945　中國戰區之部」、老戰友工作室／軍事文粹部、台北縣板橋市